# Municipio de Washington (condado de Polk)
El municipio de Washington (en inglés: Washington Township) es un municipio ubicado en el condado de Polk en el estado estadounidense de Iowa. En el año 2010 tenía una población de 420 habitantes y una densidad poblacional de 4,55 personas por km².

## Geografía
El municipio de Washington se encuentra ubicado en las coordenadas 41°48′47″N 93°23′47″O / 41.81306, -93.39639. Según la Oficina del Censo de los Estados Unidos, el municipio tiene una superficie total de 92.35 km², de la cual 92,1 km² corresponden a tierra firme y (0,27 %) 0,25 km² es agua.

## Demografía
Según el censo de 2010, había 420 personas residiendo en el municipio de Washington. La densidad de población era de 4,55 hab./km². De los 420 habitantes, el municipio de Washington estaba compuesto por el 97,38 % blancos, el 0,24 % eran afroamericanos, el 2,14 % eran asiáticos y el 0,24 % eran de una mezcla de razas. Del total de la población el 0,24 % eran hispanos o latinos de cualquier raza.